# VietJet Air
«VietJet Air» (вьет. Công ty Cổ phần Hàng không VietJet) или VietJet — интернациональный лоукостер из Вьетнама. Получили разрешение на осуществление деятельности в 2007 году. Это была первая частная авиакомпания созданная во Вьетнаме. В 2011 году на основе компании была создана VietJet Aviation Joint Stock Company, путём присоединения к VietJet Air нескольких сервисных предприятий. Штаб квартира компании находится в округе Лонгбьен столицы страны Ханоя.
Запуск первого рейса состоялся 25 декабря 2011 года (из Хошимин — Таншоннят в Ханой. Столь долгий запуск проекта был обусловлен глобальным экономическим спадом в 2008 году и различными нормативными проблемами. В 2010 году малайзийская AirAsia заявляла о планах на покупку 30 % компании, но позже отказалась от своих планов. Авиакомпания перевезла 10 млн человек к 2014 году и 25 млн к 5 декабря 2015 года.
VietJet Air принадлежит Sovico Holdings, HDBank и нескольким частным лицам. В феврале 2017 акции авиакомпании размещены на Фондовой бирже Хошимина. Совладелица и генеральный директор компании Нгуен Тхи Фыонг Тхао — первая женщина-миллиардер Вьетнама.
Центральный офис находится в Хошимине, а также есть офис в Ханое.

## Флот авиакомпании
По состоянию на июль 2024 года VietJet Air эксплуатирует следующий воздушный парк, средний возраст которых составляет 7,5 лет: 

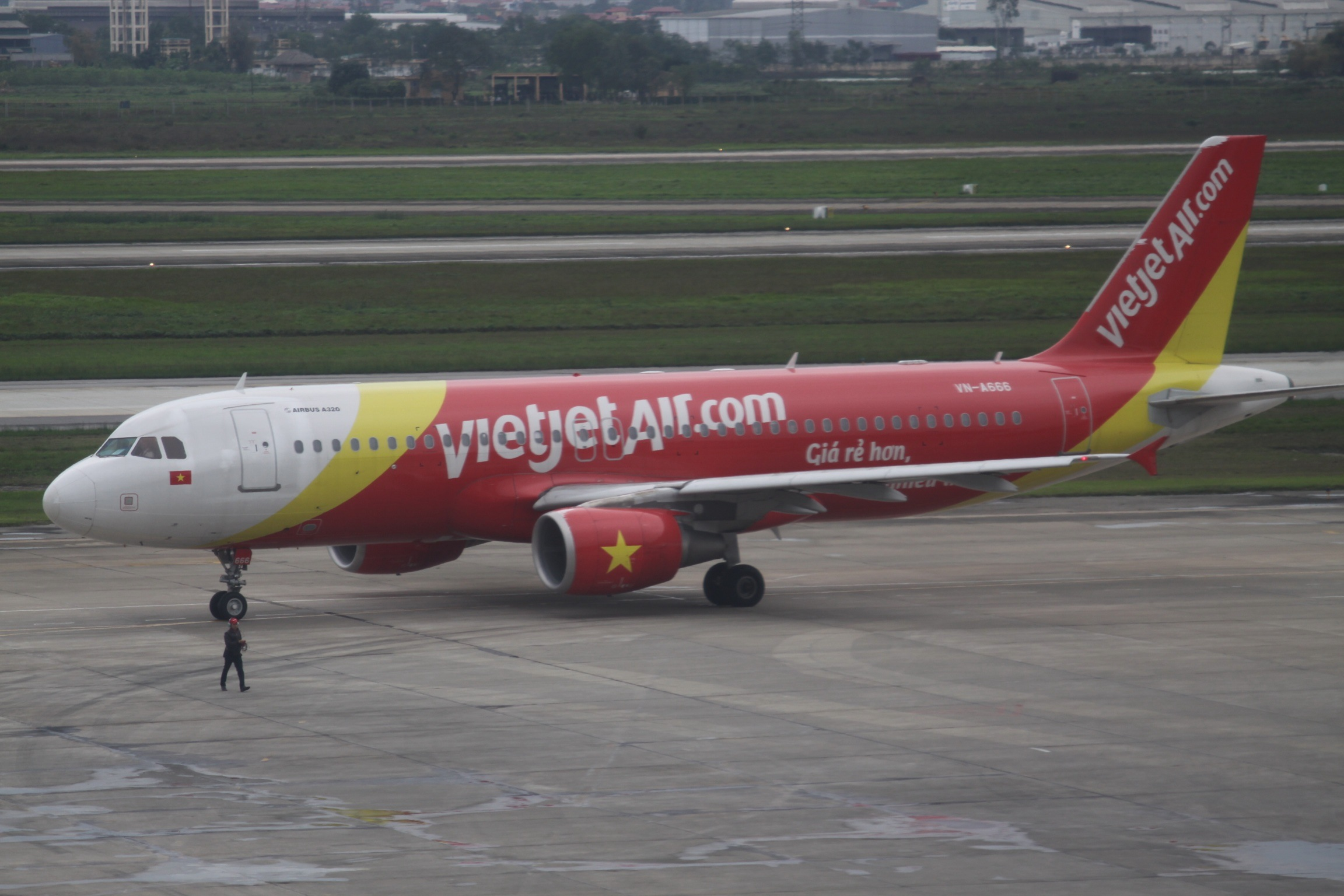
VietJet Air Airbus A320

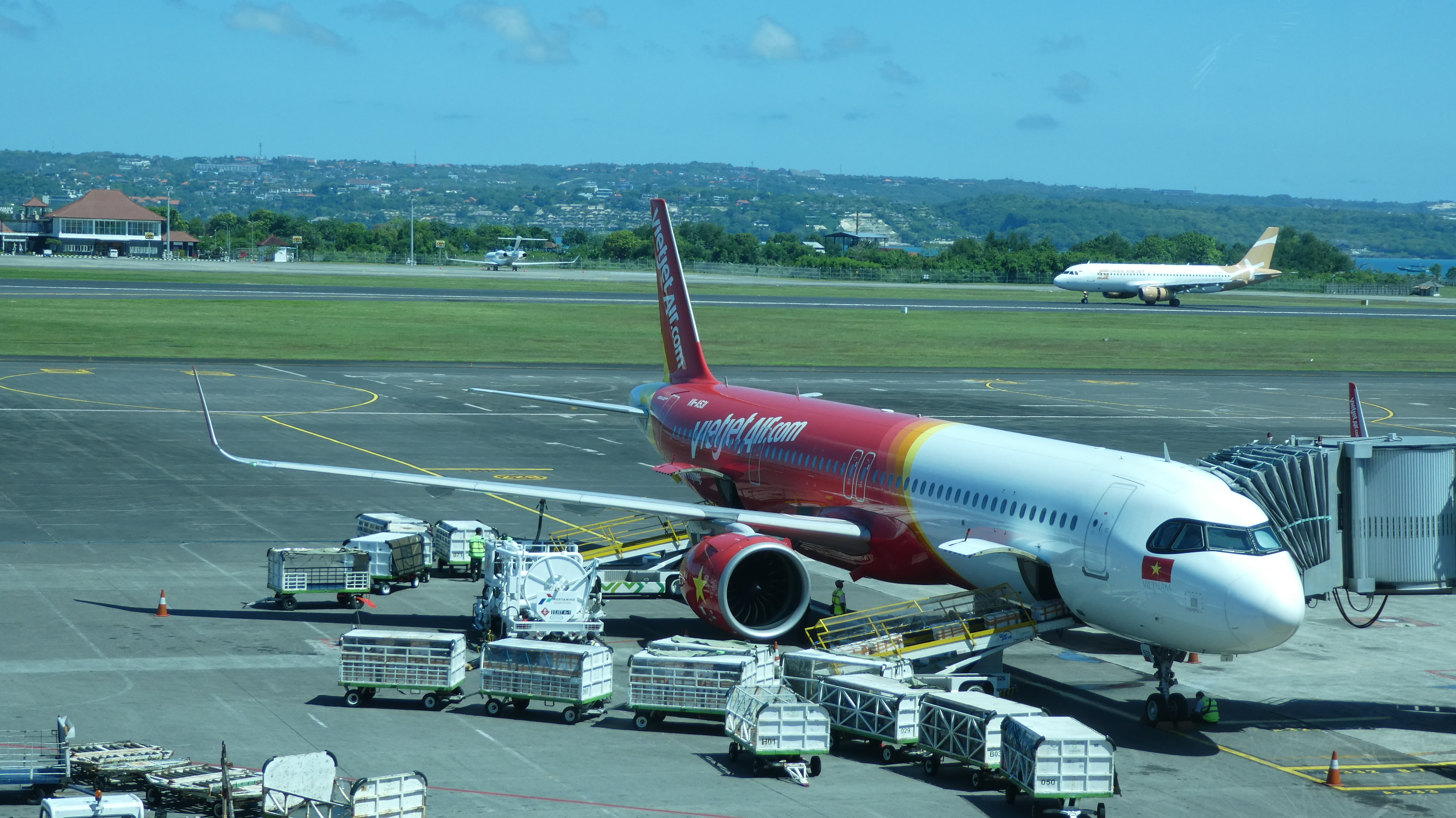
Airbus A321neo VietJet Air в аэропорту Нгурах-Рая (Денпасар)

## Маршрутная сеть авиакомпании
VietJet Air выполняет 23 внутренних и 10 международных рейсов.
- Авиарейсы внутренние: : Биньдинь, Буонметхуот, Винь, Далат, Дананг, Куинен, Нячанг, Туихоа, Фукуок, Хайфон, Ханой, Хошимин, Хюэ, Донгхой
- Авиарейсы в страны СНГ: : Алматы, Астана (с 30 сентября 2022)
- Авиарейсы международные:
: Чэнду, Хайкоу, Ханчжоу, Куньмин, Нинбо, Тяньцзинь
: Бангкок
: Денпасар
: Куала-Лумпур (с 1 июня 2016)
: Сеул, Пусан
: Сиемреап
: Сингапур
: Тайбэй, Тайнань (с июня 2016)
: Янгон
: Токио, Осака
: Гонконг
: Дели (с 6 декабря 2019)